# Iglesia de San Cristóbal (Ribesalbes)
La iglesia parroquial de San Cristóbal de la localidad de Ribesalbes (Provincia de Castellón, España) fue construida en el siglo XVIII en estilo barroco-clasicista. Según Bautista i Garcia, pudo ser diseñada por el arquitecto Joan Josep Nadal, autor, entre otras de la iglesia arciprestal de Villarreal y de la capilla de la comunión de la parroquial de Borriana, con la que guarda parecidos en algunos detalles, como las puertas del ábside. 
Se trata de un templo de tres naves de tipo salón con bóvedas de medio cañón y lunetos en la central y de arista en los laterales, las cuales descansan sobre amplios entablamentos que apoyan sobre los pilares de orden jónico francés. El crucero está coronado por cúpula y ábside rectangular enmarcado por la sacristía y capilla de comunión. A los pies de la nave se encuentra un coro elevado, que recibe luz de un óculo.
La portada es del siglo XVIII. La torre campanario cúbica de tipo neoclásico toscano, con gárgolas zoomorfas de piedra. La fachada con frontón mixtilíneo y cúpula con tambor de tradición barroca en su interior; donde se forman las pechinas se encuentran pinturas al fresco, cosa que se repite en la bóveda del altar mayor.

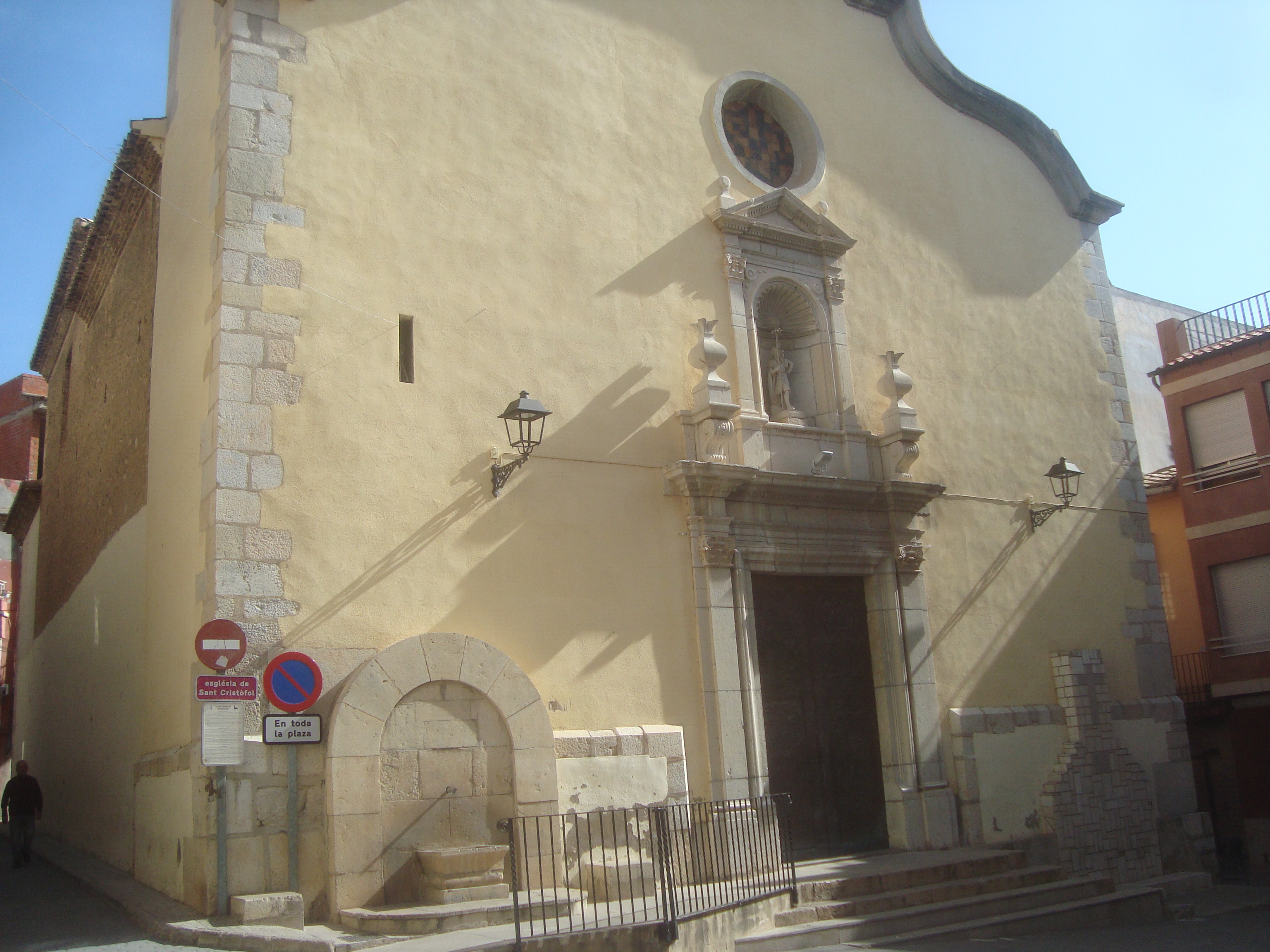
Iglesia Parroquial de San Cristóbal de Ribesalbes (Castellón).